# Конопли
Конопли — опустевшая деревня в Верхошижемском районе Кировской области в составе Косинского сельского поселения.

## География
Находится на расстоянии примерно 7 км на запад от районного центра посёлка Верхошижемье. 

## История
Была известна с 1748 года, как починок Коноплевский вотчины Вятского архиерея с населением 3 души мужского пола (20 человек обоих полов в 1764 году). В 1873 году в починке учтено было дворов 4 и жителей 36, в 1905 6 и 45, в 1926 (уже деревня Конопли) 8 и 61, в 1950 11 и 35. В 1989 году еще оставался 21 житель . 

## Население
Постоянное население  составляло 1 человек (русские 100%) в 2002 году, 0 в 2010.